# Dieter Berkmann
Dieter Berkmann (ur. 27 lipca 1950 w Mittenwaldzie) – niemiecki kolarz torowy reprezentujący RFN, dwukrotny medalista mistrzostw świata.

## Kariera
W 1972 roku Dieter Berkmann wystartował na igrzyskach olimpijskich w Monachium, gdzie odpadł w eliminacjach sprintu indywidualnego. Cztery lata później, podczas igrzysk w Montrealu w tej samej konkurencji zajął czwarte miejsce, przegrywając walkę o brązowy medal z Hansem-Jürgenem Geschke z NRD. W 1978 roku zdobył srebrny medal w sprincie na mistrzostwach świata w Monachium, ulegając jedynie Kōichiemu Nakano z Japonii. Wynik ten powtórzył podczas mistrzostw świata w Amsterdamie w 1979 roku, gdzie ponownie najlepszy był Nakano, a trzecie miejsce zajął Michel Vaarten z Belgii. Ponadto wielokrotnie zdobywał medale torowych mistrzostw kraju, w tym pięć złotych.